# Tetrao
Genre
Le genre Tetrao regroupe deux oiseaux appelés tétras, tout comme d'autres espèces incluses dans des genres différents.

## Liste des espèces
D'après la classification de référence (version 5.1, 2014) du Congrès ornithologique international (ordre phylogénique) :
- Tetrao urogallus – Grand Tétras
- Tetrao urogalloides – Tétras à bec noir

Certains auteurs placent toujours dans ce genre les espèces suivantes, placées dans le genre Lyrurus par le COI :
- Tetrao tetrix Linnaeus, 1758 — Tétras lyre
- Tetrao mlokosiewiczi Taczanowski, 1875 — Tétras du Caucase